# Supplice du rat
 (juillet 2016).
Le supplice du rat est une technique de torture existant depuis les dynasties chinoises[source détournée] et consistant à poser un pot ou un seau en position retourné contenant un rat sur le ventre du condamné, puis de chauffer ce seau à l'aide d'un fer rougi au feu. Par instinct de survie, le rat tente de s'échapper par tous les moyens pour s'éloigner de la chaleur intense ; et creuse un passage dans le corps de la victime avec ses crocs et ses griffes.

## Dans les arts
- Compañeros[3]
- 2 Fast 2 Furious[4]
- Game of Thrones[5],[6]
- 1984, de George Orwell[7]
- Sinister 2, de Ciarán Foy
- Terrifier 3, de Damien Leone
- My Lovely Bodyguard, webtoon de Daisy et Nata, épisode 68
- [8]Kaamelott, livre 1
- Bones, saison 12, épisode 4